# Акридин
Акриди́н (C13H9N) — органічна сполука, що містить азотистий гетероцикл і два ароматичних кільця. Акридин структурно пов'язаний із антраценом, від якого відрізняється заміною одної з центральних CH-груп азотом. Найпростіший представник акридинів (дібенза[b, e]піридинів).
За нормальними умовами має вид безбарвної твердої речовини. Вперше був ізольований із вугольної смоли.
Використовується як сировина для виробництва фарбників і лікарських препаратів. Акридин і багато інших акридинів мають антисептичні властивості, наприклад профлавін. Ці речовини зв'язуються з ДНК і РНК завдяки своєй здатності до інтеркаляції. Барвник акридин помаранчевий (3,6-діметиламіноакридин) — специфічний до нуклеїниових кислот барвник, що використовується для визначення стадії клітинного циклу.